# Jules Veys
Jules Joseph Veys (1823- 7 juni 1895) was burgemeester van het Belgische Vlamertinge en daarnaast ook notaris. Hij was burgemeester van 1862 tot 1895. Na zijn dood werd hij opgevolgd door Amand Vandaele.
Veys bleef ongehuwd.